# Hove (Bélgica)
Hove es una localidad y municipio de la provincia de Amberes en Bélgica. Sus municipios vecinos son Boechout, Edegem, Kontich, Lint y Mortsel, haciendo frontera al norte con los Países Bajos.
Tiene una superficie de 6,0 km² y una población en 2018 de 8.115 habitantes, siendo los habitantes en edad laboral solo el 59% de la población.
El municipio tiene una única y pequeña localidad, situada a 9 km de Amberes, que se dice es una de las zonas más caras de Bélgica, muchas personas del congestionado Amberes pagan grandes sumas de dinero para vivir allí porque es uno de los lugares más seguros de Bélgica.

## Demografía

### Evolución
Todos los datos históricos relativos al actual municipio, el siguiente gráfico refleja su evolución demográfica.
| Gráfica de evolución demográfica de Hove entre 1846 y 2020 |
|                                                            |